# Буньйоль (футбольний клуб)
Буньйоль — іспанський футбольний клуб, що базується в місті Буньйоль, в автономній спільноті Валенсії. Заснований 1921 року, грає в Regional Autonomicas C Valenciana Gr 3, проводячи домашні ігри на Beltran Baguena, місткістю 3000 місць.
Найбільший успіх клубу припадає на сезони Терсера Дивізіон 2015/2016 (17-те), Терсера Дивізіон 2016/2017 (17-те) та Терсера Дивізіон 2017/2018 (19-те).

## Статистика за сезонами
| Сезон     | Рівень | Дивізіон         | Місце     | Кубок Іспанії з футболу |
| --------- | ------ | ---------------- | --------- | ----------------------- |
| 2015–2016 | 4      | Терсера Дивізіон | 17-те     |                         |
| 2016–2017 | 4      | Терсера Дивізіон | 17-те     |                         |
| 2017–2018 | 4      | Терсера Дивізіон | 19-те     |                         |
| 2018–2019 | 5      | Рег. Преф.       | 5-те      |                         |
| 2019–2020 | 5      | Рег. Преф.       | 1-ше CANG |                         |